# Petaurista philippensis

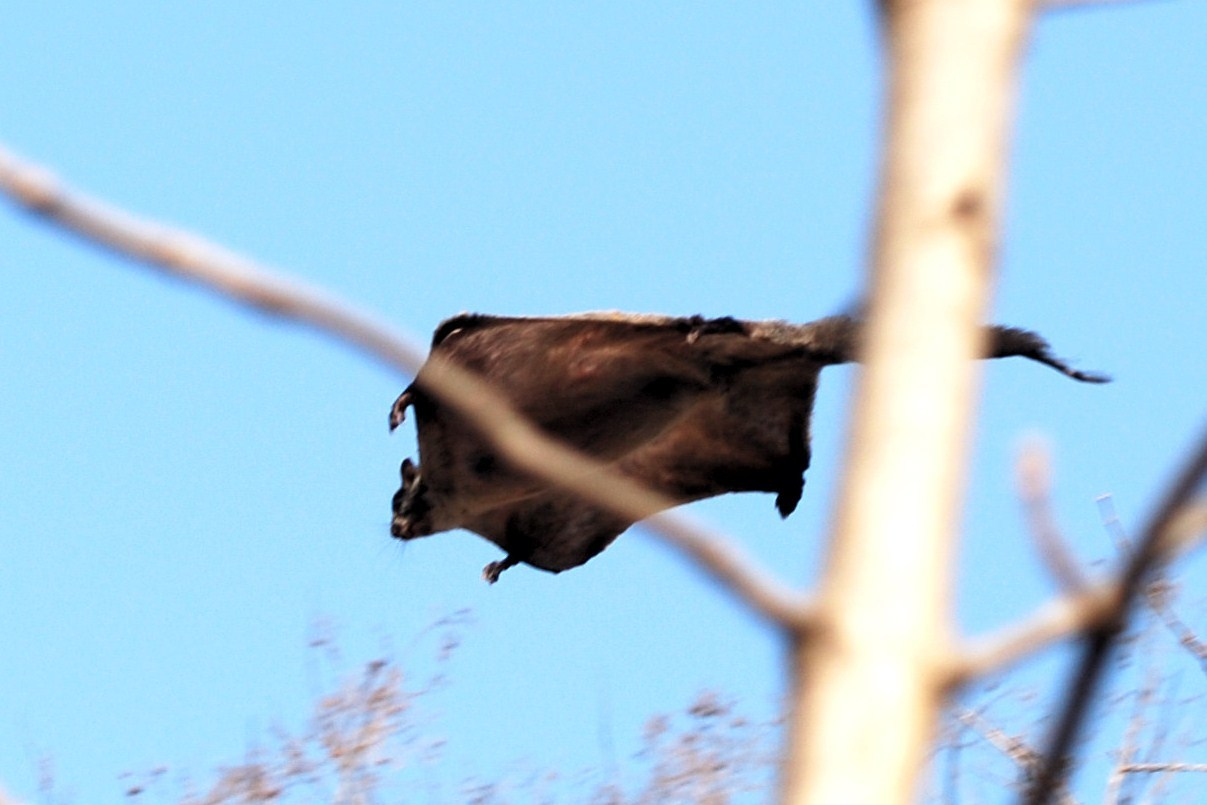
Ardilla voladora planeando, en la India.

Petaurista philippensis es una especie de roedor de la familia Sciuridae.

## Distribución geográfica
Se encuentran en Bangladés, India, Sri Lanka, China, Birmania, Camboya, Laos, Taiwán, Tailandia y Vietnam.